# پرکستان (لنجان)
پرکستان روستایی در دهستان چم کوه بخش باغ بهادران شهرستان لنجان استان اصفهان ایران است.

## مکان‌های تاریخی
پیرچنار و چشمه، خاکسون همگی در دره امام [بخشی از روستا] واقع هستند.

## جمعیت
بر پایه سرشماری عمومی نفوس و مسکن در سال ۱۳۹۵ جمعیت این روستا ۷۶ نفر (۲۷خانوار) بوده‌است.